# Franco Giacobini
Franco Giacobini, né le 15 mars 1926 à Rome et mort le 27 décembre 2015 dans cette même ville, est un acteur italien.

## Biographie
Franco Giacobini est diplômé de l'Académie nationale d'art dramatique en 1948. Il commence sa carrière en jouant la comédie, drame et revues,. Giacobini apparaît dans de nombreux films et séries TV, le plus souvent dans des rôles comiques. Il est le mari de l'actrice Angela Goodwin.
Il se retire du cinéma en 1983.

## Filmographie partielle
- 1952 : Papà diventa mamma d'Aldo Fabrizi
- 1953 : Lo scocciatore (Via Padova 46) de Giorgio Bianchi
- 1958 : 
  - Caporale di giornata de Carlo Ludovico Bragaglia
  - Adorabili e bugiarde de Nunzio Malasomma
- 1959 : Les temps sont durs pour les vampires de Steno
- 1960 :
  - L'impiegato de  Gianni Puccini
  - La Rue des amours faciles de  Mario Camerini
- 1961 : 
  - A cavallo della tigre de  Luigi Comencini
  - I due marescialli de  Sergio Corbucci
  - Gli attendenti de  Giorgio Bianchi
  - Hercule contre les vampires de  Mario Bava
  - Mission ultra-secrète (Il federale) de Luciano Salce
- 1962 : 
  - La voglia matta de   Luciano Salce
  - Jeunes Gens au soleil (Diciottenni al sole) de Camillo Mastrocinque
  - Un beau châssis (I motorizzati) de Camillo Mastrocinque
  - Totò diabolicus de Steno
  - Sherlock Holmes et le Collier de la mort de  Terence Fisher et Frank Winterstein
  - Il mio amico Benito de  Giorgio Bianchi
  - La Beauté d'Hippolyte (La bellezza di Ippolita) de Giancarlo Zagni
- 1963 : 
  - Totò sexy de  Mario Amendola
  - Gli onorevoli de  Sergio Corbucci
  - Uno strano tipo de   Lucio Fulci
- 1965 : Meurtre à l'italienne de  Gianni Puccini
  - Le Boeing décolle à seize heures (Il segreto del vestito rosso) de Silvio Amadio
- 1966 : I due sergenti del generale Custer de  Giorgio Simonelli
- 1967 : 
  - Soldati e capelloni de  Ettore Maria Fizzarotti
  - I due vigili de  Giuseppe Orlandini
  - Vendo cara la pelle de  Ettore Maria Fizzarotti
- 1968 : 
  - Il mercenario de  Sergio Corbucci
  - Donne... botte e bersaglieri de  Ruggero Deodato
  - Chimera de  Ettore Maria Fizzarotti
  - Sissignore d'Ugo Tognazzi
- 1969 : L'Alibi de Adolfo Celi, Vittorio Gassman et Luciano Lucignani
- 1971 : 
  - Mazzabubù... Quante corna stanno quaggiù? de  Mariano Laurenti
  - Amigo, mon colt a deux mots à te dire de  Maurizio Lucidi
- 1972 : Far West Story de  Sergio Corbucci
- 1975 : Il gatto mammone, de  Nando Cicero
  - 1976 : I soliti ignoti colpiscono ancora - E una banca rapinammo per fatal combinazion (Ab morgen sind wir reich und ehrlich) de  Franz Antel
- 1977 : 
  - Tre tigri contro tre tigri de  Sergio Corbucci et Steno
  - Les Bonshommes (Pane, burro e marmellata) de Giorgio Capitani
- 1980 : Mi faccio la barca de  Sergio Corbucci
- 1983 : Sing Sing de  Sergio Corbucci